# Municipio de Reuben
El municipio de Reuben (en inglés: Reuben Township) es un municipio ubicado en el condado de Harlan en el estado estadounidense de Nebraska. En el año 2010 tenía una población de 61 habitantes y una densidad poblacional de 0,66 personas por km².

## Geografía
El municipio de Reuben se encuentra ubicado en las coordenadas 40°13′11″N 99°27′24″O / 40.21972, -99.45667. Según la Oficina del Censo de los Estados Unidos, el municipio tiene una superficie total de 92.05 km², de la cual 92 km² corresponden a tierra firme y (0,05 %) 0,05 km² es agua.

## Demografía
Según el censo de 2010, había 61 personas residiendo en el municipio de Reuben. La densidad de población era de 0,66 hab./km². De los 61 habitantes, el municipio de Reuben estaba compuesto por el 100 % blancos. Del total de la población el 0 % eran hispanos o latinos de cualquier raza.